# Cathédrale Saint-Paul de Saint Paul
Cette  cathédrale n’est pas la seule cathédrale Saint-Paul.
La cathédrale Saint-Paul (en anglais : Cathedral of St. Paul) est une cocathédrale de l'Église catholique, qui partage le siège de l'archidiocèse de Saint Paul et Minneapolis avec la basilique Sainte-Marie de Minneapolis. Elle est située à Saint Paul dans le Minnesota aux États-Unis, en haut de la Cathedral Hill (« colline de la Cathédrale ») qu'elle domine de son dôme de cuivre.
La Conférence des évêques catholiques des États-Unis, avec l'approbation du Saint-Siège, lui a donné le titre de sanctuaire national dédié à l'apôtre Paul le 25 mars 2009.

## Historique

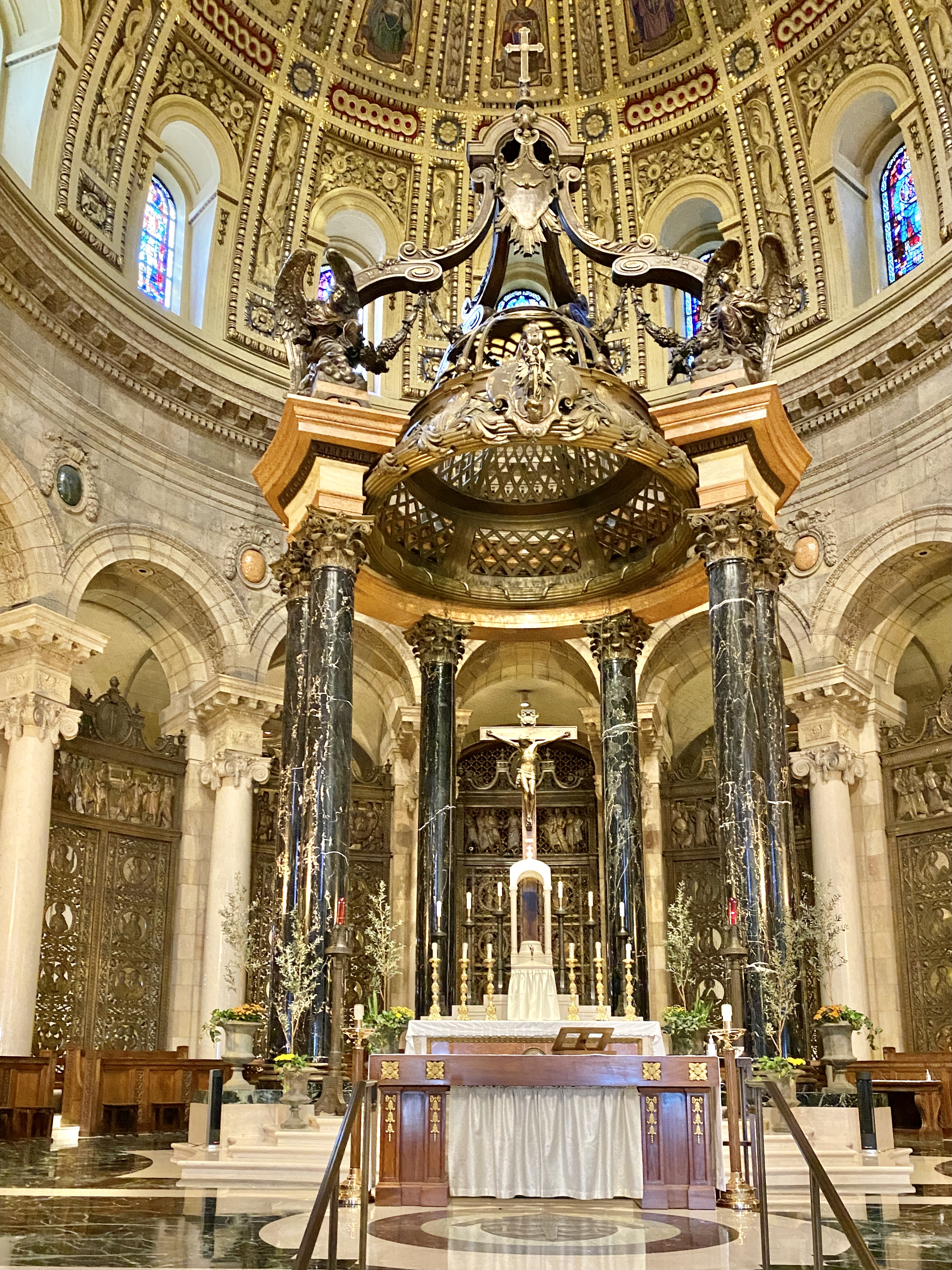
Baldaquin au-dessus du maître-autel.

L'édifice actuel a été bâti à l'initiative de Mgr John Ireland, archevêque de Saint Paul, qui s'adresse à l'architecte français Emmanuel Masqueray (1861-1917), architecte en chef de l'exposition universelle qui se tient à Saint Louis en 1904. Les travaux commencent en 1906, mais, comme Masqueray meurt en 1917, les travaux intérieurs se poursuivent sous la direction d'autres architectes, jusqu'en 1931.
Sa conception s'inspire de la Renaissance française. Le dôme mesure 57 mètres de hauteur et 23 mètres de diamètre. Le revêtement à la feuille d'or a été ajouté dans les années 1950. Les murs extérieurs sont en granite de Rockville, ceux de l'intérieur sont recouverts de travertin de Mankato. Les colonnes de l'intérieur sont faites de différents marbres et les vingt-quatre vitraux représentent des chœurs angéliques. La rosace du transept est l'œuvre de Charles Connick. L'électricité a été installée en 1940.
On remarque aux quatre coins de l'édifice les statues de chacun des Évangélistes. La vie de saint Paul est honorée d'un baldaquin de bronze, ainsi que de grilles de bronze dédiées au Te Deum et au Magnificat.
La cathédrale possède six chapelles vouées aux communautés d'origine européenne qui se sont installées dans la région: saint Antoine de Padoue pour les Italiens, saint Jean-Baptiste pour les Français canadiens, saint Patrick pour les Irlandais, saint Boniface pour les Allemands, saints Cyrille et Méthode pour les Slaves et sainte Thérèse de l'Enfant-Jésus pour les missionnaires européens. On remarque également des chapelles dédiées au Sacré-Cœur, à la Vierge Marie, à saint Joseph et à saint Pierre.
Les cinq cloches de bronze ont été commandées en France en 1987. Le dôme a été restauré en 2002.
La cathédrale est ouverte de sept heures du matin à sept heures du soir, tous les jours de la semaine. Elle a été inscrite au Registre national des lieux historiques en 1974.
Elle a été visitée par le cardinal Pacelli, deux ans avant son élection au trône de saint Pierre sous le nom de Pie XII.

## Illustrations

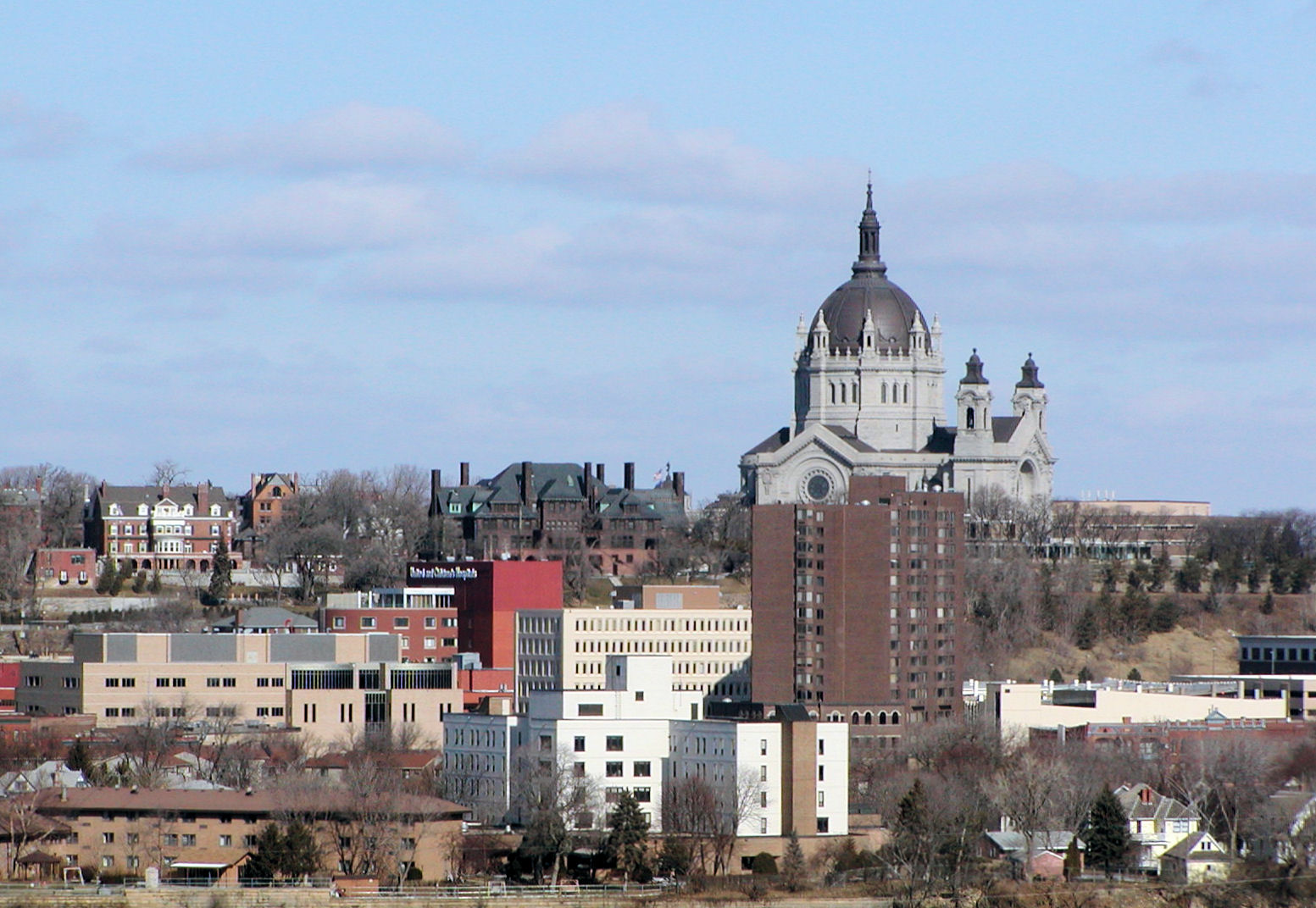
Panorama autour de la cathédrale.
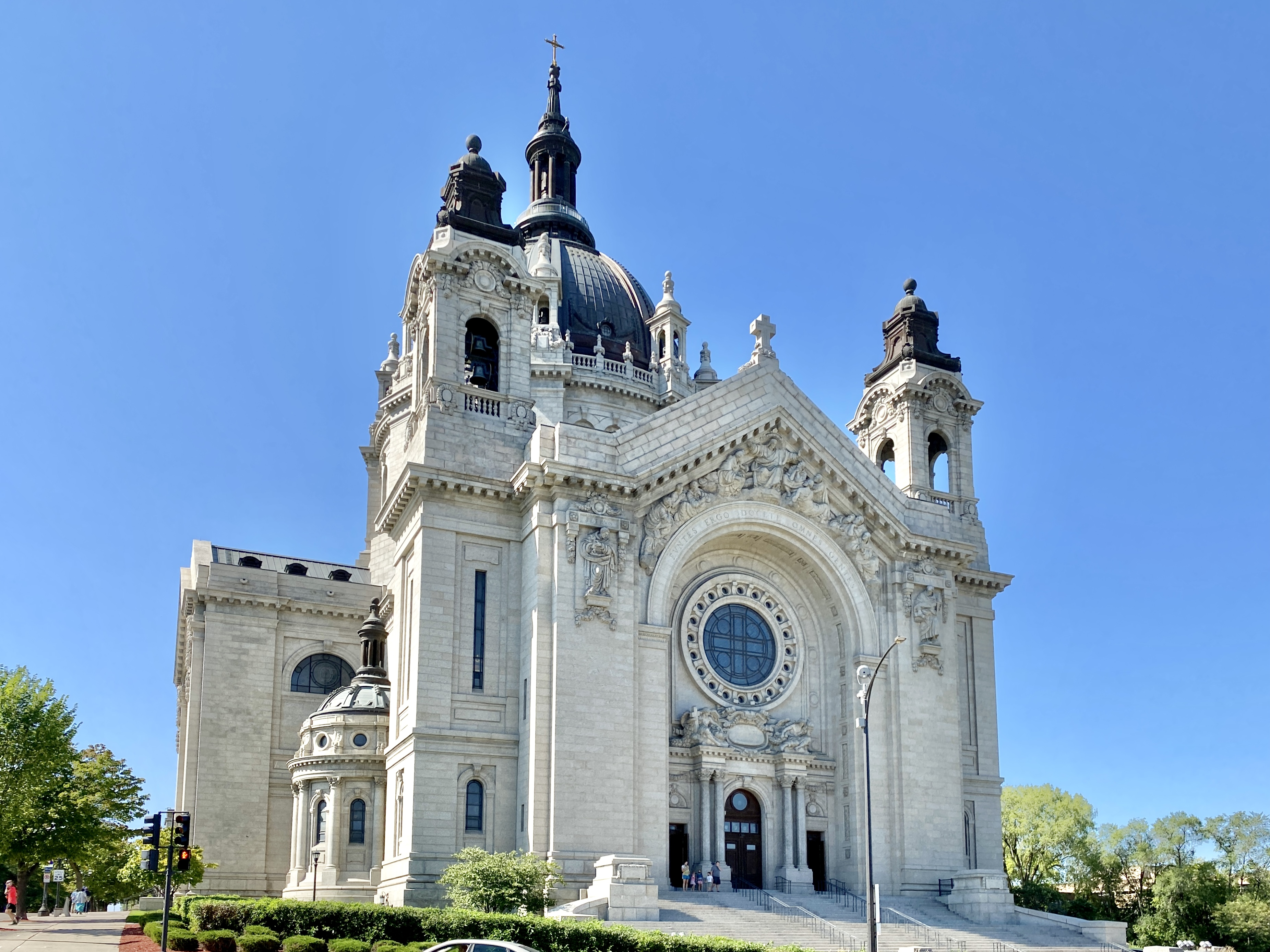
Vue de la cathédrale.
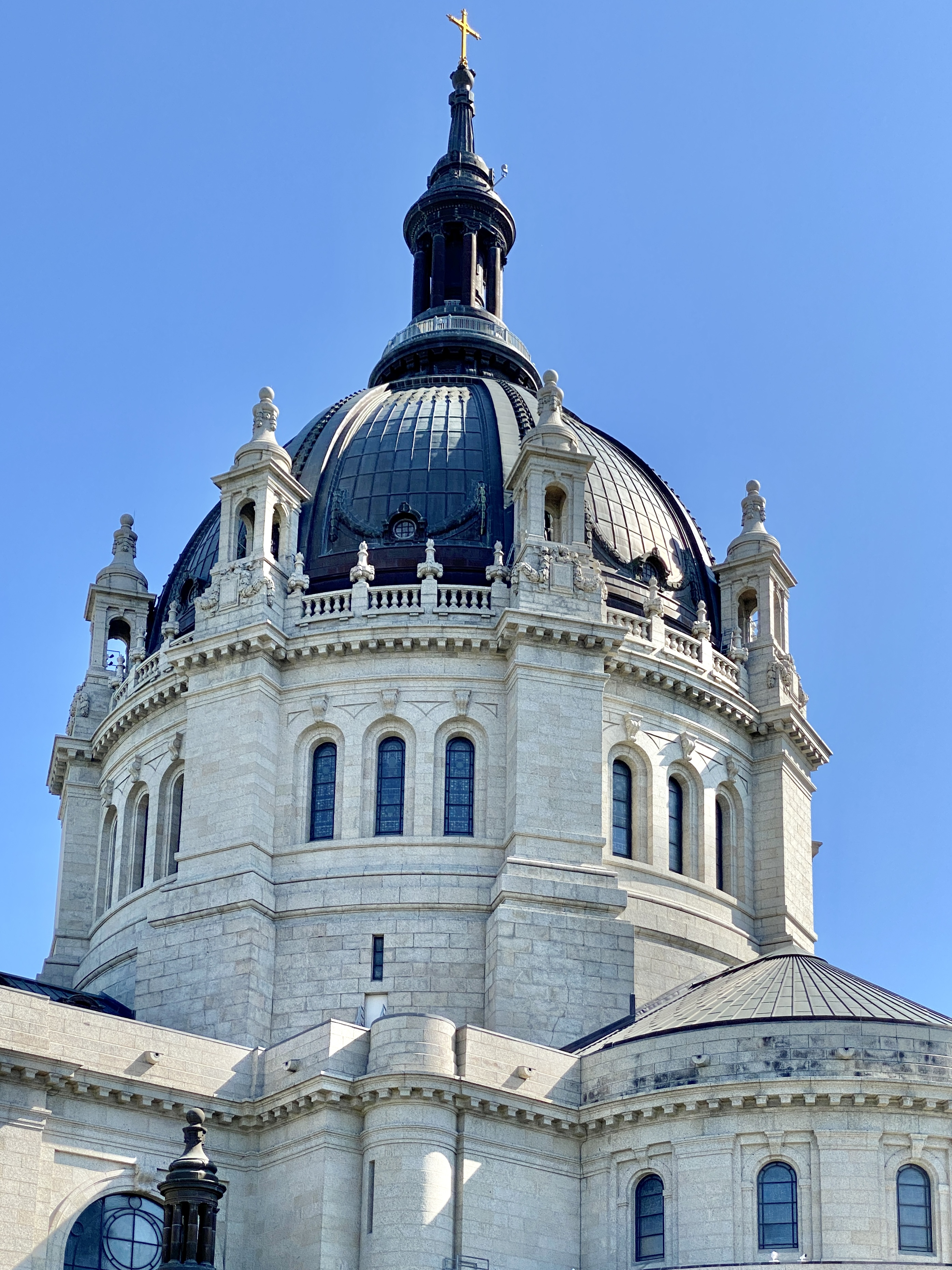
Vue du dôme.
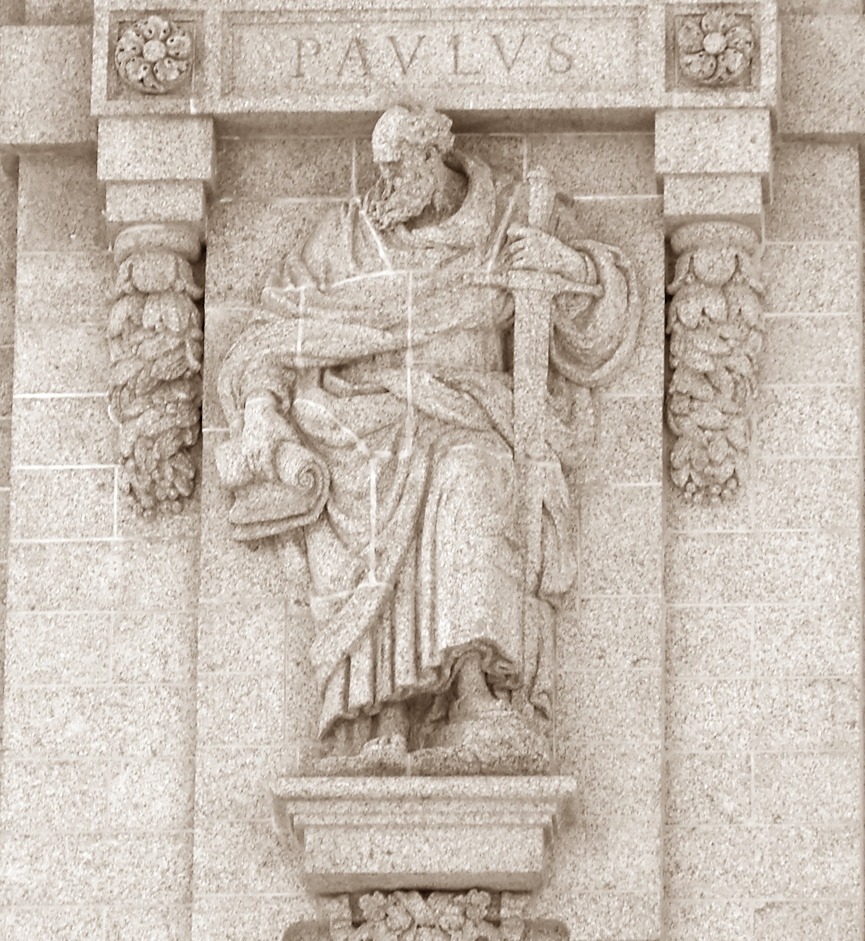
Statue de saint Paul.
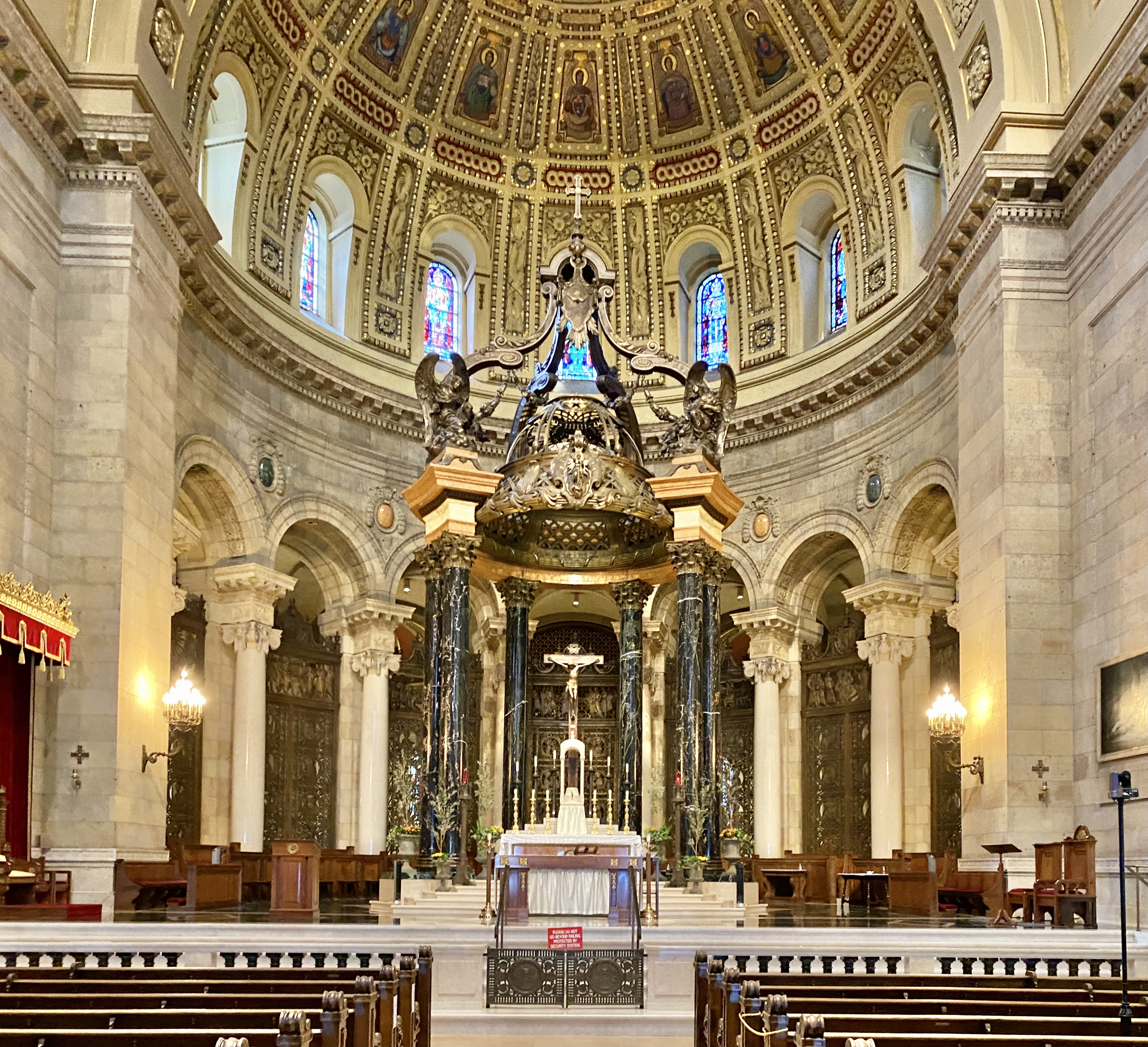
Vue du maître-autel sous la coupole.

### Articles liés
- Archidiocèse de Saint-Paul et Minneapolis
- Liste des cathédrales des États-Unis